# Big Store
Il Big Store è una catena di ipermercati, di proprietà del gruppo Dimar, presenti con una superficie di circa 5.000  m² solo nei centri commerciali. Il primo punto vendita è stato aperto nel 2004 a Cuneo, al quale sono seguiti, sempre nella provincia di Cuneo, quelli di Bra e Mussotto d'Alba (frazione del comune di Alba) Dal 2018 l'Insegna, che non ha modificato la proprietà, è cambiata in Mercatò Big.